# Rundfunkjahr 1921

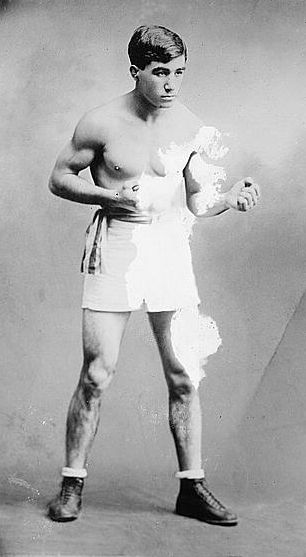
Der Boxer Johnny Dundee

Liste der Rundfunkjahre

1919 | 1920 | Rundfunkjahr 1921 | 1922 | 1923 | 1924 | 1925 | ► | ►►

Weitere Ereignisse

## Hörfunk
- 2. Januar – KDKA aus Pittsburgh bringt die erste religiöse Rundfunksendung.
- 3. Januar – Die Station 9XM an der University of Wisconsin–Madison sendet die erste Wettervorhersage.[1]
- 11. April – KDKA sendet den ersten Sportbericht: Florent Gibson von der Zeitung Pittsburg Star kommentiert den Boxkampf zwischen Johnny Ray und Johnny Dundee im Motor Square, Pittsburg.[2]
- 8. Juni –  Erste Opernübertragung in Deutschland. Der Sender Königs Wusterhausen überträgt Madame Butterfly aus der Staatsoper Berlin.[3]
- 18. Juni – In der Sowjetunion wird damit begonnen, Rundfunknachrichten über öffentlich aufgestellte Lautsprecher zu verbreiten.[4]
- 5. August – In den USA wird zum ersten Mal ein Baseballspiel live im Hörfunk übertragen. Es handelt sich um ein Match der Pittsburgh Pirates gegen Philadelphia Phillies, das 8-5 für die Pittsburgh Pirates endet.
- 18. November – Sechs Mitglieder des Radio Club of America beschließen, einen Testsender zu bauen, dessen Signale bis nach Europa reichen.[5]

## Fernsehen
- 23. August – E.G. Schoultz beantragt ein französisches Patent auf „Fernsehübertragung beweglicher Bilder“, das ihm 1922 erteilt wird.[4]

## Geboren
- 4. Januar – Eberhard Cohrs, deutscher Komiker und Schauspieler (Ein verrücktes Paar, Nonstop Nonsens) wird in Dresden geboren († 1999).
- 21. Januar – Morita Akio, japanischer Unternehmer und Gründer von Sony wird in Tokoname, Japan geboren. († 1999)
- 8. Februar – Ekkehard Fritsch, deutscher Schauspieler (Die Wicherts von nebenan, Die Hesselbachs) wird in Berlin geboren († 1987).
- 10. Februar – Heinz Quermann, deutscher Fernsehunterhalter (Zwischen Frühstück und Gänsebraten, 1957–1991) wird in Hannover geboren († 2003).
- 6. April – Arnold Marquis, deutscher Synchronsprecher wird in Dortmund geboren († 1990).
- 27. April – Hans-Joachim Kulenkampff deutscher Schauspieler und Fernsehmoderator wird in Bremen geboren († 1998).
- 10. Juni – Robert Maxwell, britischer Medienunternehmer (kontrollierte die Hälfte von MTV Europe und andere Fernsehnetzwerke) wird als Ján Ludvik Hoch in der Tschechoslowakei geboren († 1990).
- 9. Juli – Hans-Joachim Reiche, deutscher Fernsehjournalist (Tagesschau) wird in Berlin geboren († 2005).
- 19. August – Gene Roddenberry, US-amerikanischer Drehbuchautor, Film- und Fernsehproduzent, konzipierte Star Trek wird in El Paso (Texas) geboren († 1990).
- 4. September – Herbert Weicker, deutscher Synchronsprecher (Stimme von Leonard Nimoy als Mr. Spock) wird in München geboren († 1997).
- 11. November – Heinz Geggel, Leiter der Abteilung Agitation im ZK der SED und Intendant des Deutschlandsenders wird in München geboren († 2000).
- 15. Oktober – Hoimar von Ditfurth, deutscher Arzt, Journalist und Fernsehmoderator wird in Berlin-Charlottenburg geboren († 1989).
- 14. November – Brian Keith, US-amerikanischer Seriendarsteller (Hardcastle & McCormick) wird als Robert Keith Richey, Jr. in Los Angeles geboren († 1997).
- 10. Dezember – Georg Stefan Troller, österreichischer Fernsehjournalist und Dokumentarfilmer wird in Wien geboren.
- 23. Dezember – Günther Nenning, österreichischer Journalist und Gastgeber des Club 2 wird in Wien geboren († 2006).